# 対馬路人
対馬 路人（つしま みちひと、1949年 - ）は、日本の宗教学者、社会学者。関西学院大学教授。専門は宗教社会学。

## 経歴
東京大学経済学部を卒業後、同大学大学院で社会学を修める。その後、関西学院大学助教授を経て、1992年より同大学社会学部社会学科教授に就任。2004年に同大学学生部長、2005年に同大学社会学部学部長を歴任。副学長時にミニバイクを飲酒運転し接触事故を起こし逮捕されたと報道された。社会・文化変動と宗教、救済観や世直し観などの宗教思想と運動形態、新宗教などを研究している。
また、日本社会学会と関西社会学会の会員のほか、「宗教と社会」学会会長、日本宗教学会理事、財団法人国際宗教研究所理事、関西学院大学出版会評議員などを歴任している。

## 共編著
- 『神政龍神会資料集成』武田崇元,佐竹譲共監修 久米晶文責任編集　八幡書店　1994
- 『聖と俗のはざま』（川村邦光・中牧弘允共著、東方出版、1996年）
- 『宗教社会学　宗教社会学入門』（場知賀礼文共著、佛教大学通信教育部、1996年）
- 『阪神大震災と宗教』（中牧弘允と責任編集、国際宗教研究所編、東方出版、1996年）